# Juan Antonio Masso
Juan Antonio Masso (ur. 17 czerwca 1932 w Barcelonie, zm. 14 grudnia 2003 w Pampelunie) – duchowny katolicki, wikariusz regionalny prałatury personalnej Opus Dei w Australii i Nowej Zelandii.
Juan Antonio Massó Tarruella, w Australii John Masso, zwany Father John. Urodzony w wielodzietnej rodzinie przemysłowca. Podczas pobytu w szkole w Irlandii opanował język angielski. Ukończył studia handlowe na uniwersytecie w Barcelonie i rozpoczął pracę w rodzinnych zakładach chemicznych. W 1951 przystąpił do Opus Dei. Pod wpływem rozmowy ze św. Josemaría Escrivá de Balaguer radykalnie zmienił plany życiowe: studiował prawo kanoniczne na Uniwersytecie Nawarry i otrzymał święcenia kapłańskie 1965.
W 1967 oddelegowany do Australii, w 1969 został wikariuszem regionalnym Opus Dei z siedzibą w Sydney, następcą ks. Jamesa Albrechta, który zaszczepił je tam 1963. W 1970 udało mu się ocalić kierowane przez Opus Dei Warrane College, działające przy Uniwersytecie Nowej Południowej Walii. Miał wielu przyjaciół także w kręgach niekatolickich, m.in. moderatora (biskupa) Kościoła Prezbiteriańskiego, ks. Freda McKaya. Był utalentowanym kaznodzieją, wytrwałym spowiednikiem i wymagającym kierownikiem duchowym. Podczas jego urzędowania Opus Dei znacznie rozszerzyło zakres działania, od Sydney przez Melbourne, Auckland, Hamilton, Perth, Brisbane, Canberrę, Newcastle, Wollongong i in. Ks. Masso otrzymał godność prałata.
Ciężko chory, zmarł podczas powrotu z Argentyny, gdzie spotkał się z prałatem Opus Dei, bpem 
Javierem Echevarrią. Jego imię nosi australijska fundacja wspierająca cele edukacyjne i socjalne.